# Indice xérothermique
L'indice xérothermique indique le nombre de jours biologiquement secs dans une année pour un endroit donné (il s'échelonne donc entre 0 et 365). Il est issu de la formule de Gaussen. Les données intègrent non seulement les précipitations stricto sensu mais aussi la température, les brouillards, la rosée et l'état hygrométrique de l'air.
En général, il est admis qu'un milieu est non aride lorsque l'indice est inférieur à 100, semi-aride entre 100 et 290, aride entre 290 et 350, et hyperaride entre 350 et 365.
Le calcul ne reflète pas la réalité car se repose sur des moyennes.
Par exemple, selon le calcul, on trouve un total de 0 jours biologiquement secs à Lyon, pour 60 jours biologiquement secs à Marseille.